# Riksväg 62
De Zweedse rijksweg 62 is gelegen in de provincie Värmlands län en is circa 230 kilometer lang. De weg loopt van Karlstad naar de grens met Noorwegen.
De weg begint bij het stadsdeel Bergvik van Karlstad als afsplitsing van de autosnelweg E18 en loopt verder als autoweg naar het noorden. De weg verliest haar autoweg status al na enkele honderden meters en loopt vervolgens tot aan Dyvelsten door als een driestrooksweg. Tot aan Skåre is de weg dubbel genummerd met de Riksväg 61. Vanaf Dyvelsten tot aan de Noorse grens heeft de weg slechts twee rijstroken en loopt de maximumsnelheid buiten de bebouwde kom uiteen van 60 tot 90 km/u.  
Trafikverket heeft plannen om de weg tussen Dyvelsten en Forshaga uit te bouwen als driestrooksweg met een maximumsnelheid van 100 km/u. Daarnaast zijn er plannen om de weg tussen Deje en Älvkullen te verleggen en tevens uit te bouwen tot driestrooksweg. 

## Plaatsen langs de weg
- Karlstad
- Skåre
- Forshaga
- Deje
- Munkfors
- Hagfors
- Edebäck
- Ekshärad
- Stöllet
- Sysslebäck
- Höljes
- Långflon

## Knooppunten
- E18 + Riksväg 61: start gezamenlijk tracé, bij Karlstad (begin)
- Riksväg 61: einde gezamenlijk tracé, bij Skåre
- Länsväg 241 bij Munkfors
- Länsväg 246 bij Råda
- Länsväg 239 bij Ekshärad
- E16/E45 bij Stöllet
- Fylkesveg 26 over de grens in Noorwegen, bij Långflon (einde)

Europese wegen:
E4 · E6 · E10 · E12 · E14 · E16 · E18 · E20 · E22 · E45 · E65
Riksvägar:
9 · 11 · 13 · 15 · 17 · 19 · 21 · 23 · 24 · 25 · 26 · 27 · 28 · 29 · 30 · 31 · 32 · 34 · 35 · 37 · 40 · 41 · 42 · 44 · 46 · 47 · 49 · 50 · 51 · 52 · 53 · 55 · 56 · 57 · 61 · 62 · 63 · 66 · 68 · 69 · 70 · 72 · 73 · 75 · 76 · 77 · 83 · 84 · 86 · 87 · 90 · 92 · 94 · 95 · 97 · 98 · 99